# Buffalo Springfield
Buffalo Springfield var et amerikansk rockband som blev startet i Los Angeles, Californien i 1966. Bandet udgav tre album og var aktivt i to år. Buffalo Springfield var stærkt inspireret af folk rock bandet The Byrds som også var fra Los Angeles.
Bandet bestod af Neil Young, Stephen Stills, Richie Furay, Dewey Martin og Bruce Palmer som senere blev udskiftet med Jim Messina. Gruppens to mest kendte medlemmer var Neil Young og Stephen Stills, som senere spillede sammen i gruppen Crosby, Stills, Nash & Young. Disse to skrev også det meste af musikken på gruppens tre album. Efter Buffalo Springfields opløsning i 1968 dannede Furay og Messina bandet Poco, der siden er blevet anerkendt som en pioner inden for country rocken. 
Blandt Buffalo Springfields mest kendte sange var «For What It's Worth», «Mr. Soul» og «On The Way Home».
I 1997 blev gruppen optaget i Rock and Roll Hall of Fame.
Diskografi
- Buffalo Springfield 1967
- Buffalo Springfield Again 1967
- Last Time Around 1968